# Satelia
Satelia est une entreprise française spécialisée dans la télésurveillance médicale.

## Historique
L'entreprise est fondée à Pessac en Gironde en 2017 par deux amis, Nicolas Pages et Paul Tiba, elle développe des solutions numériques permettant le suivi à distance des patients atteints de pathologies chroniques, particulièrement cardio-vasculaires. Le premier est à l'époque interne en anesthésie-réanimation au CHU de Bordeaux,, le second directeur d'une compagnie aérienne de rapatriement sanitaire. L'entreprise commercialise d'abord trois applications de suivi des patients à distance pour le suivi régulier de l'insuffisance cardiaque, et des suivis plus ponctuels avant et après un geste chirurgical en cas de chirurgie ambulatoire et de coronarographie. Elle se focalise ensuite sur la télésurveillance des patients atteints de pathologies cardiaques par le biais d'une application connectant des patients à des cardiologues. En mai 2018, une demande d'agrément est faite auprès de l'Assurance maladie pour que la solution soit prise en charge à 100%, ce qui est effectif la même année pour les patients en affection longue durée.
Dès 2019, Satelia noue des partenariats pour distribuer son application dans différents établissements de santé, comme avec WeHealth Digital Medicine, une filiale des laboratoires Servier. En 2020, l'entreprise embauche des infirmiers et développe une plateforme d'appels afin d'aider les personnes n'arrivant pas à utiliser l'application via leur smartphone ou tablette (environ 40% des utilisateurs).
En 2022, Satelia lève 10 millions d'euros auprès d'Impact Partners afin de se développer dans d'autres pays d'Europe et pour d'autres pathologies chroniques comme le cancer,. L'année d'après, elle participe en tant que visiteur au Consumer Electronics Show de Las Vegas, le plus important salon consacré à l'innovation technologique en électronique grand public. L'AP-HP fait partie des établissements de santé ayant recours à sa solution depuis 2023. C'est cette même année que Satelia commercialise également une offre pour les patients en cancérologie.
À la suite de la publication d'un essai clinique en janvier 2025 ayant documenté l'impact de la solution sur la réduction de la mortalité et des hospitalisations, Satelia Cardio a été la première solution de télésurveillance de l'insuffisance cardiaque à obtenir un remboursement en nom de marque par l'Assurance maladie. L'étude incluait plus de 18 000 patients, dans environ 300 centres en France, sur une durée de 3 ans.

## Activité, produits et services
La principale solution commercialisée, Satelia cardio, permet aux cardiologues libéraux ou hospitaliers d'inscrire leurs patients pour un suivi à distance, sous prescription. Les patients reçoivent à leur domicile des SMS avec un lien vers un questionnaire en ligne, auquel ils répondent régulièrement. Un algorithme analyse les données pour détecter des situations à risque et alerter le médecin si nécessaire. Les patients n'arrivant pas à se servir du dispositif peuvent aussi bénéficier d'une aide technique ou éducative d'infirmiers notamment par téléphone. En 2024, cette solution est utilisée par plus de 300 établissements de santé en France.
Satelia dispose d'un service de recherche et développement menant des études cliniques sur l'efficacité médico-économique de ses dispositifs et revendique  55 % de parts de marché français sur la télésurveillance de l’insuffisance cardiaque, 95% de son chiffre d'affaires provenant de la Sécurité sociale via le programme ETAPES. Ses dispositifs sont développés et distribués par NP Medical.